# Немања Гордић
Немања Гордић (Мостар, 25. септембар 1988) босанскохерцеговачки је кошаркаш. Игра на позицији плејмејкера, а тренутно наступа за Спартак из Суботице.
Године 2014. је проглашен за најбољег спортисту Републике Српске.

## Биографија

### Младост
Немања Гордић је рођен 25. септембра 1988. године у Мостару у српској породици. Године 1992. као четворогодишње дете, је напустио ратом захваћени родни град и преселио се код мајчине породице у Гацко. Тамо је три године тренирао фудбал, а у слободно време је играо кошарку.

### Клупска каријера
Немања је неко време паралелно тренирао фудбал и кошарку, а потом само кошарку. На једном кошаркашком кампу у Требињу оставио је добар утисак па су га позвали да игра за тамошњи КК Леотар. У Требињу се задржао годину дана, освојивши кадетско првенство БиХ, да би се потом са 16 година преселио у подгоричку Будућност. Током прве сезоне играо је једну од главних улога у редовима црногорског шампиона. Одличну утакмицу у НЛБ лиги (данас Јадранска лига) одиграо је против Црвене звезде којој је дао 21 поен. Постао је стандардни члан прве петорке и постизао око десетак поена по утакмици.
У трећој сениорској сезони постао је један од најзначајнијих играча Будућности и константно пружао добре игре. У 11. колу Јадранске лиге против Крке постигао је 27 поена. На крају сезоне је уврштен у најбољу петорку црногорског првенства. Након што је за време репрезентативне акције сломио руку, Будућност је формирала екипу без Немање. Када се вратио у децембру 2010, за њега више није било места у тиму, но на његову срећу добио је позив из италијанске Лотоматике коју је тада водио Богдан Тањевић. Провео је у италијанском клубу наредних годину и по дана.
У новембру 2012, након само два месеца у украјинском Азовмашу, дошао је у Партизан са којим је у сезони 2012/13. освојио Јадранску лигу и титулу првака Србије. Немања се међутим није најбоље уклопио у Партизану јер је имао другачију играчку улогу. Дали су му мање овлашћења у нападу, а Немањи то у том тренутку није одговарало. За следећу годину Партизан је хтео да им Лео Вестерман буде први плејмејкер, а неко млађи његова замена. На крају сезоне Немања је раскинуо уговор са црно-белима. У сезони 2013/14. је играо за Игокеу из Александровца.
У јуну 2014. потписао је трогодишњи уговор са загребачком Цедевитом. Након две сезоне и две дупле круне у Хрватској, Гордић је напустио Цедевиту и у августу 2016. се вратио у Будућност. Са екипом Будућности је освојио Јадранску лигу у сезони 2017/18. па је тако са клубом изборио учешће у Евролиги. Гордић је тада проглашен за најкориснијег играча финалне серије против Црвене звезде. У свом другом мандату у екипи Будућности освојио је још две титуле првака Црне Горе и још три национална купа пре него што је у јуну 2019. године напустио клуб.
Гордић се 5. јула 2019. године вратио у Партизан. Са црно-белима је у сезони 2019/20. освојио Суперкуп Јадранске лиге и Куп Радивоја Кораћа, док је у Јадранској лиги и Еврокупу клуб био на првом месту до прекида такмичења због пандемије корона вируса. Гордић је у Еврокупу имао просечан учинак од 9,4 поена и 3,3 асистенције, док је у Јадранској лиги просечно бележио 8,8 поена уз 4,6 асистенција. У јулу 2020. је продужио уговор са клубом на још годину дана. Играч Партизана је био до 27. децембра 2020. године када је прешао у Морнар из Бара, са којим је договорио сарадњу до краја сезоне. У августу 2021. продужио је уговор са Морнаром на још годину дана. У сезони 2022/23. наступао је за румунски Клуж. Са овим клубом је освојио дуплу круну у  Румунији. Вратио се у Игокеу у септембру 2023. године.

### Репрезентативна каријера
Играо је за селекцију БиХ до 16 година 2004. године, и селекцију до 18 година 2005. и 2006. године. На Европском првенству у Румунији 2006. године, био је трећи стрелац првенства за просеком од 19,4 поена, 7,6 скокова и 3,1 асистенције. Са сениорском репрезентацијом БиХ играо је на Евробаскету 2011. године у Литванији и Евробаскету 2013. године у Словенији под тренерским водством Аце Петровића. Наступао је и на Евробаскету 2015. године када је селектор био Душко Ивановић.

## Успеси

### Клупски
- Будућност:
  - Јадранска лига (1): 2017/18.
  - Првенство Црне Горе (6): 2006/07, 2007/08, 2008/09, 2009/10, 2016/17, 2018/19.
  - Куп Црне Горе (7): 2007, 2008, 2009, 2010, 2017, 2018, 2019.
- Партизан:
  - Јадранска лига (1): 2012/13.
  - Првенство Србије (1): 2012/13.
  - Суперкуп Јадранске лиге (1): 2019.
- Цедевита:
  - Првенство Хрватске (2): 2014/15, 2015/16.
  - Куп Хрватске (2): 2015, 2016.
- Клуж-Напока:
  - Првенство Румуније (1): 2022/23.
  - Куп Румуније (1): 2023.
- Спартак Суботица:
  - Друга Јадранска лига (1): 2023/24.

### Појединачни
- Најкориснији играч финала Јадранске лиге (1): 2017/18.
- Идеална стартна петорка Јадранске лиге (1): 2017/18.